# Konstrukcje ramowe
Konstrukcje ramowe - konstrukcje złożone z prętów pracujących na zginanie, połączonych ze sobą w węzłach i tworzących tzw. siatkę prętów. Pręty, zazwyczaj pionowe, nazywane są słupami, a pręty, zazwyczaj poziome - ryglami. Rozróżniamy ramy płaskie i przestrzenne. 
Ramę nazywamy płaską wtedy, gdy jej siatka prętów leży w jednej płaszczyźnie, a ponadto przekroje poprzeczne wszystkich prętów są zginane w tej płaszczyźnie (płaskie zginanie).
Przez ramę przestrzenną nazywamy taką ramę, której pręty tworzą siatkę przestrzenną. Pręty takiej ramy podlegają z reguły zginaniu przestrzennemu w dwu płaszczyznach i skręcaniu.